# Saint-Léger-aux-Bois (Seine-Maritime)
Saint-Léger-aux-Bois település Franciaországban, Seine-Maritime megyében. Lakosainak száma 479 fő (2022. január 1.). Saint-Léger-aux-Bois Foucarmont, Landes-Vieilles-et-Neuves, Réalcamp, Rétonval, Richemont, Saint-Martin-au-Bosc és Villers-sous-Foucarmont községekkel határos.

## Népesség
A település népessége az elmúlt években az alábbi módon változott:
| Lakosok száma | 516  | 504  | 508  | 497  | 493  | 489  | 485  | 485  | 479  |
|               | 2013 | 2015 | 2016 | 2017 | 2018 | 2019 | 2020 | 2021 | 2022 |